# Watanabe Daisuke
Daisuke Watanabe (sinh ngày 26 tháng 7 năm 1978) là một cầu thủ bóng đá người Nhật Bản.

## Sự nghiệp câu lạc bộ
Daisuke Watanabe đã từng chơi cho Sagan Tosu.